# Jean-Louis Schlesser
Pour les articles homonymes, voir Schlesser.
 (novembre 2008).
Si vous disposez d'ouvrages ou d'articles de référence ou si vous connaissez des sites web de qualité traitant du thème abordé ici, merci de compléter l'article en donnant les références utiles à sa vérifiabilité et en les liant à la section « Notes et références ».
Jean-Louis Schlesser, né le 12 septembre 1948 à Nancy, est un pilote automobile français. Pilote éclectique, aussi à l'aise sur circuit, où il a été deux fois champion du monde de Sport-prototypes, que sur les pistes africaines, Jean-Louis Schlesser est depuis près de 20 ans un acteur majeur des rallye-raids, où il cumule les fonctions de pilote et de constructeur, avec à son actif deux victoires au rallye Dakar et cinq titres de vainqueur de la Coupe du monde des rallyes-raids. 
Le 2 décembre 2019 lors d'une cérémonie à l'Automobile Club de France, il devient le troisième double champion du monde intronisé au Hall of Fame de la FIA.

## Biographie
Neveu de Jo Schlesser, l'un des pilotes français les plus populaires des années 1960, Jean-Louis Schlesser fait ses débuts en sport automobile peu de temps après la mort tragique de son oncle, survenue à Rouen-les-Essarts lors du Grand Prix de France 1968.
Champion de France de Formule 3 en 1978 (titre partagé avec Alain Prost), il passe à la Formule 2 en 1982 et il est aussi pilote d'essai de 1982 à 1988 chez Williams F1, en 1983 il participe à la course des Champions en Formule 1 à Brands Hatch où il se classe sixième, puis il connaît une expérience en Formule 1 au Grand Prix de France 1983.
Il manque sa qualification au volant d'une RAM-Ford. Champion de France de voitures de production en 1984 et 1985, il passe ensuite en Sport-prototypes. En 1988, pour la première année chez Sauber-Mercedes, il gagne le Championnat d'Allemagne de sports prototypes, il connaît ensuite sa seconde et dernière expérience en Grand Prix : à l'occasion du Grand Prix d'Italie, il remplace Nigel Mansell, malade, chez Williams, une écurie pour laquelle il lui arrive de remplir ponctuellement depuis plusieurs saisons la tâche de pilote-essayeur. Cette participation se solde en fin de course par un accrochage avec Ayrton Senna, alors leader de la course, qui essaye de lui prendre un tour. Cet incident de course est resté célèbre puisqu'il fait connaître à l'écurie McLaren-Honda sa seule défaite de la saison, tout en offrant à la Scuderia Ferrari un doublé historique, quelques jours seulement après le décès d'Enzo Ferrari. 
Engagé à temps complet par l'équipe Sauber-Mercedes en 1988, il devient champion du monde des Sport-Prototypes en 1989 et 1990 (ex aequo avec son coéquipier l'italien Mauro Baldi).

### Les rallyes-raids
Après quelques participations ponctuelles au Paris-Dakar, Jean-Louis Schlesser devient dès 1992 l'une des figures majeures des rallyes-raids en fabriquant ses propres véhicules qui rivalisent avec les plus grands constructeurs. Il participe à ses premiers raids avec des buggies de sa conception et achète des moteurs à qui veut bien lui en vendre, notamment Renault et Porsche. Il bénéficie du soutien officiel de Seat en 1995 et 1996 avant d'être soutenu par Renault. Il hérite alors du moteur V6 PRV préparé par lui-même, qui se révèle être à la fois puissant et fiable. L'allemande Jutta Kleinschmidt l'épaule entre 1993 et 1998, puis l'Espagnol José Maria Servià lui succède. L'alliance avec Renault est couronnée de succès : à la suite de bons résultats durant l'année 1997, Jean-Louis Schlesser remporte la coupe du monde des rallyes-raids en terminant 5e du Dakar et en remportant les baja d'Italie et baja du Portugal ainsi que les rallye du Maroc et de Tunisie.
En 1999, il remporte le Grenade-Dakar avec Philippe Monnet pour copilote. C'est la première fois que ce Rallye-raid est remporté par un véhicule à deux roues motrices. 2e de la baja italienne, il remporte à nouveau le rallye de Tunise, la baja d'Espagne, le rallye-raid d'Argentine, l'UAE Desert Challenge et le Master Rallye. Il remporte ainsi une nouvelle fois la coupe du monde.
Favori du Dakar 2000 (Paris-Le Caire-Dakar), il remporte une nouvelle fois malgré la belle résistance de Stéphane Peterhansel et de sa Mega. Pour la première sortie officielle du nouveau buggy « Kangoo 4x4 », il abandonne lors de la baja italienne. Il reprend son ancienne monture et confie à l'ancien skieur Luc Alphand, son nouveau coéquipier, le développement du nouveau buggy. Il réalise une fin de saison quasi parfaite et gagne au Maroc, au Portugal, en Espagne, au Master Rallye et à l'UAE Desert Challenge ; et il remporte pour la troisième consécutive la coupe du monde des Rallye-raid.
Une nouvelle fois favori du Dakar en 2001, rien ne se passe comme prévu pour Schlesser. Le constructeur nippon Mitsubishi a progressé et Jean-Louis est pénalisé d'une heure dès la première étape pour avoir été poussé par des spectateurs alors qu'il avait calé au départ de la spéciale. 
Il remonte au classement général mais au matin de l'avant-dernière étape, il ne semble plus avoir de chance de battre le leader Hiroshi Masuoka. Il tente alors un coup de poker : lui et son équipier José Maria Servià pointent au contrôle de départ de la spéciale en avance. Normalement, il doit écoper d'une pénalité de 10 minutes pour ce geste autorisé dans le règlement. 
La stratégie est simple: Jean-Louis Schlesser doit prendre le large tandis que Servià retiendra le Mitsubishi sur la piste. Masuoka, voyant la victoire lui échapper (alors qu'il est largement en tête de la course avec une heure d'avance, il n'avait qu'à suivre la poussière des buggies pour gagner le Dakar), il perd patience et tente un dépassement en sortant de la piste principale, cassant son demi-train arrière. Dans la soirée, les organisateurs du rallye pénalisent d'une heure les deux buggys du team Schlesser considérant leur comportement anti-sportif. 
Il se retrouve alors 3e du rallye derrière son ancienne protégée Jutta Kleinschmidt et Masuoka. Schlesser décide par la suite de porter l'affaire devant le tribunal de la FIA qui confirme la pénalité et le classement du rallye. 3e à 24 minutes de l'allemande malgré plus de 2 heures de pénalité.
Déjà fâché avec Jutta Kleinschmidt au Dakar, la tension monte d'un cran entre les deux prétendants pour la victoire à la coupe du monde lors du rallye de Tunisie Jean Louis Schlesser porte réclamation contre Jutta Kleinschmidt (Mitsubishi) pour une histoire de reconnaissance illicite. La FIA ne la pénalisera pas alors qu'est produit un film de la caméra embarquée de Jutta où l'on voit l'allemande et son copilote tricher ouvertement avec un faux road book à la main et traverser un village à fond alors que le rallye l'avait justement évité par sécurité. Schlesser devient alors la cible de nombreuses critiques. Sur les pistes du Master Rally, il répond en devançant nettement Jutta Kleinschmidt qui limite les dégâts en terminant 2e. Par la suite, il remporte la baja portugaise et termine à la 3e place en Espagne. Enfin, il remporte le Por Las Pampa en Argentine et coiffe in extremis sa quatrième coupe du monde des rallyes-raids grâce à une nouvelle victoire à l'UAE Desert Challenge.
Sa saison 2002 sera plus compliquée. Malgré les mauvais résultats du buggy Kangoo, Renault, qui vient de créer un moteur Diesel « dernière génération » (le 1.9 L DCI), décide de fournir à l'équipe Schlesser des moteurs Diesel pour le Dakar. Préparée par l'équipe de Renault Sport, ce moteur est poussé à ~ 200 chevaux grâce à la sur-alimentation, contre ~ 260 pour la version essence utilisée précédemment. Jean-Louis termine 2e d'une étape, mais le buggy prend ensuite feu, du gazole ayant coulé sur les échappements. Pour la baja italienne, il reprend l'ancien buggy et remporte l'épreuve, laissant la version Diesel à Servia qui abandonnera. Les deux pilotes abandonnent en Tunisie avant que le français reprenne la main en remportant quatre victoires consécutives et pour la cinquième fois la coupe du monde des Rallye-raid.
En 2003, les moteurs Renault sont remplacés par des moteurs V6 Ford. Les moteurs manquent de performance et de fiabilité, et Schlesser abandonne à nouveau au Dakar. Il remporte la victoire en Tunisie et en Argentine, mais ne termine que 4e au Portugal, 3e au Maroc et en Espagne, 2d à Dubaï et, pour la première fois depuis 1998, il ne remporte pas la coupe du monde des rallyes-tout terrain, à la suite d'une réclamation déposée par Mitsubihi lors du Master Rallye.
Le règlement évolue et, au Dakar 2004, le buggy Schlesser ne peut plus rivaliser avec les puissants prototypes 4x4 nippons de Mitsubishi. 2e au Maroc et au rallye d'Orient, Jean-Louis Schlesser connaît une année sans succès. Sa saison 2005 n'est pas meilleure puisqu'il renonce au Dakar, termine 5e (avec un moteur V8 Ford avec la place du V6) en Tunisie et au Maroc. Il « sauve » sa saison par un nouveau podium au rallye d'Orient.
En 2006, Jean-Louis termine 6e au Dakar (1er de la catégorie 2 roues motrices) puis 3e en Tunisie avant de terminer 2d au Maroc, sur des pistes favorables à la vitesse du buggy. Il termine 3e à l'UAE Desert Challenge, mais Ford décide de cesser la collaboration malgré des résultats flatteurs pour une équipe au budget limité, encore plus fragilisé alors que Gauloise, le sponsor historique, se retire à cause des lois anti-publicité pour des marques de tabac lors des événements sportifs.
C'est ainsi que Schlesser se présente au Dakar 2007 avec une seule voiture et un budget très inférieur aux usines. Il termine le rallye à la troisième place, uniquement devancé par 2 Mitsubishi. Le buggy a bien évolué et se montre très fiable, au point même que Jean-Louis réussi à remporter le rallye de Tunisie. Grâce à ces bons résultats, il espère séduire un nouveau constructeur pour l'aider financièrement et techniquement. Des négociations sont en cours mais trainent en longueur depuis l'annulation du Dakar 2008.
Jean-Louis Schlesser n'est pas au départ des Dakar 2009 et 2010 en Amérique du Sud, mais il participe à l'Africa Race dont il a remporté les six éditions disputées.
En 2011, 2012 et 2013 il est encore second de la coupe du monde des rallyes tout-terrain (et vainqueur par trois fois de la catégorie deux roues motrices), en remportant le Rallye des Pharaons en 2011 (déjà en 2010), l'Abu Dhabi Desert Challenge en 2012, et le rallye-raid du Qatar en 2013 (inscrivant au passage son nom au palmarès du Rallye de la Route de la Soie).

## Palmarès
- Supercoupe (de) en 1988 ;
- Champion du monde des voitures de sport en 1989 et 1990 ;
  - Vice-Champion du monde du Championnat du monde des voitures de sport en 1988 ;
- Victoires en Sports-Prototype (essentiellement sur Sauber C9 (1989) et Mercedes-Benz C11 (1990)): 1 000 kilomètres de Silverstone en 1986, 800 kilomètres de Jerez en 1988, 1 000 kilomètres du Nürburgring en 1988, 1 000 kilomètres de Spa en 1988, 480 kilomètres de Suzuka en 1989 et 1990, 480 kilomètres de Jarama en 1989, 480 kilomètres du Nürburgring en 1989 et 1990, 480 kilomètres de Donington en 1989 et 1990, 480 kilomètres de Mexico en 1989, 480 kilomètres de Monza en 1990, 480 kilomètres de Dijon en 1990, 480 kilomètres de Montréal en 1990;Jean-Louis Schlesser à la Baja de Pologne 2012 (Schlesser Buggy Original).

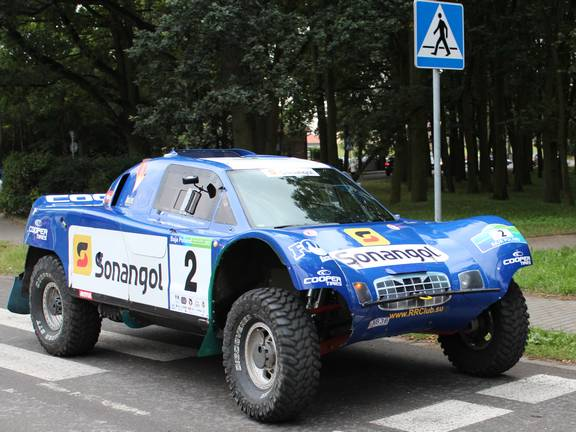
Jean-Louis Schlesser à la Baja de Pologne 2012 (Schlesser Buggy Original).

- Champion du monde des Rallye-raid, deux roues motrices de 1993 à 2005, et 2011, 2012, 2013  Coupe du monde des Rallye-raid FIA ;
- Champion du monde des Rallye-raid, toutes catégories de 1998 à 2002 Coupe du monde des Rallye-raid FIA;
- Champion de France de Formule 3 en 1978 ;
- Champion de France de Supertourisme en 1985 ;
- Vainqueur de German super cup sports prototypes  en 1988 ;
- Vainqueur du rallye Dakar toutes catégories, en 1999 avec Philippe Monnet et 2000 avec Henri Magne ;
- Vainqueur du rallye Dakar catégorie deux roues motrices, en 1993, 1996, 1998, 2001, 2004, 2006, 2007 ;
- Vainqueur de l'Africa Race, 2009, 2010, 2011, 2012, 2013 et 2014.

### Résultats en championnat du monde de Formule 1
| Saison | Écurie                    | Châssis      | Moteur      | Pneus    | GP disputés | Points inscrits | Classement |
| ------ | ------------------------- | ------------ | ----------- | -------- | ----------- | --------------- | ---------- |
| 1983   | RAM Automotive Team March | RAM-March 01 | Cosworth V8 | Pirelli  | 0           | 0               | n.c.       |
| 1988   | Canon Williams Team       | FW12         | Judd V8     | Goodyear | 1           | 0               | n.c.       |

Le 10 avril 1983, Jean-Louis Schlesser participe à la « Race of champions », course hors-championnat disputée à Brands Hatch, et termine à la 6e place.

### Résultats aux 24 heures du Mans

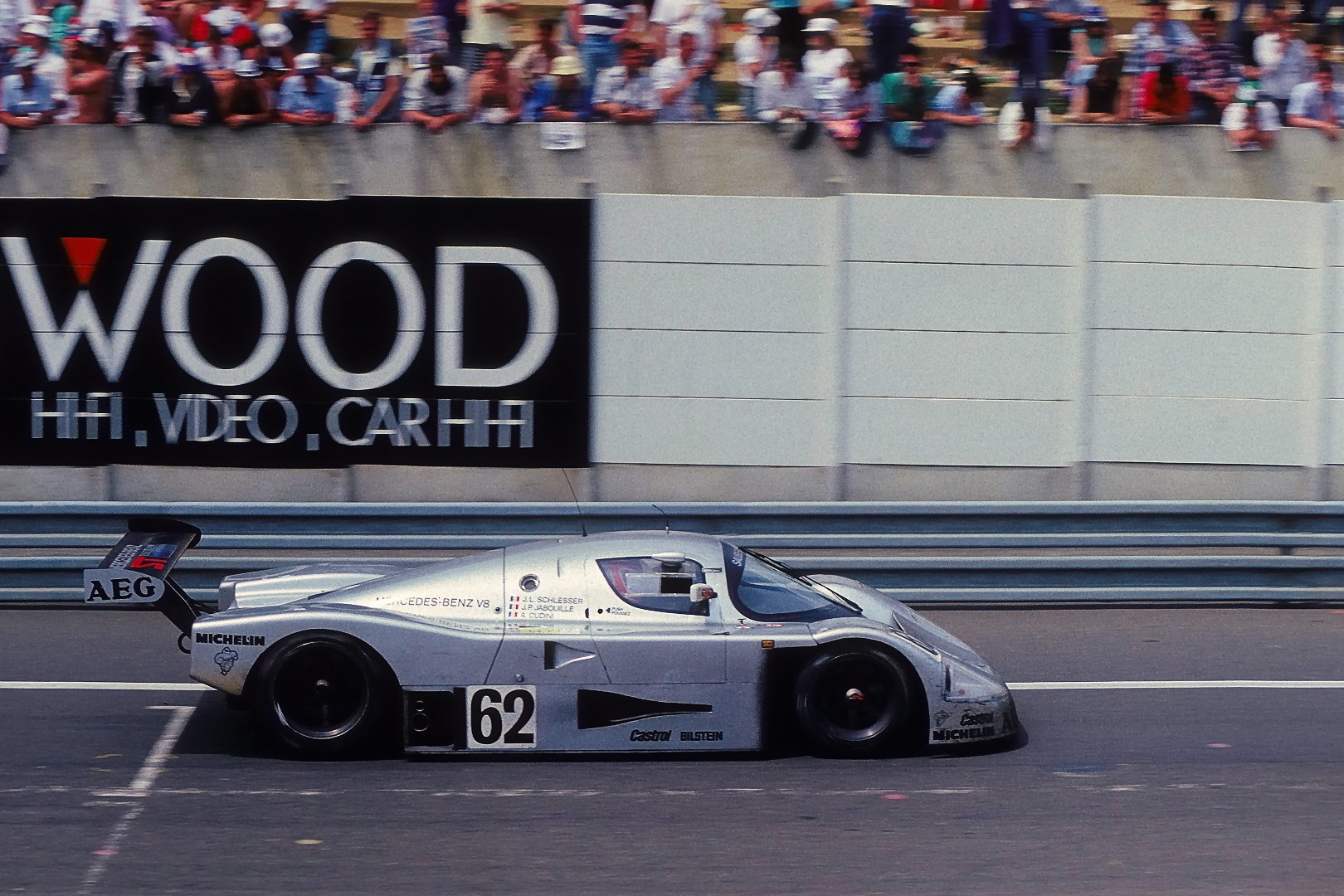
24 Heures du Mans 1989, la Sauber C9 arrivée cinquième.

| Année | Voiture            | Équipe                  | Équipiers                              | Résultat    |
| ----- | ------------------ | ----------------------- | -------------------------------------- | ----------- |
| 1981  | Rondeau M379-Ford  | Jean Rondeau            | Jacky Haran / Philippe Streiff         | 2e          |
| 1982  | Sauber SHS C6-Ford | Team GS Sport           | Dieter Quester / Hans-Joachim Stuck    | Abandon     |
| 1983  | Porsche 956        | Preston Henn            | Claude Ballot-Léna / Preston Henn      | 10e         |
| 1984  | Porsche 956        | Joest Racing            | Stefan Johansson / Maurizio de Narváez | Abandon     |
| 1985  | Porsche 962C       | John Fitzpatrick Racing | Kenny Acheson / Dudley Wood            | Non partant |
| 1986  | Jaguar XJR-6       | Silk Cut Jaguar/TWR     | Eddie Cheever / Derek Warwick          | Abandon     |
| 1989  | Sauber C9-Mercedes | Team Sauber Mercedes    | Alain Cudini / Jean-Pierre Jabouille   | 5e          |
| 1991  | Mercedes-Benz C11  | Team Sauber Mercedes    | Alain Ferté / Jochen Mass              | Abandon     |

Source

## Distinctions
- Lauréat du Prix Roland Peugeot de l'Académie des sports du plus bel exploit automobile français de l'année en 1989[6].

## Filmographie
- Dans Taxi 2, il joue son propre rôle pendant un rallye où il est au volant d'une Peugeot 306 maxi  puis celui d'un gendarme sur un véhicule de la Brigade Rapide d'Intervention dans Taxi 3. Il double Samy Naceri au volant dans de nombreuses cascades ou courses-poursuites.
- Il apparaît dans Le Boulet (avec Gérard Lanvin et Benoît Poelvoorde) au volant de son buggy Schlesser original.